# Fenoli
Fenolii reprezintă o clasă de compuși organici cu un nucleu aromatic, în a căror structură intră una sau mai multe grupe -OH hidroxil „grefate” (legate) pe nucleu. Cel mai simplu și primul reprezentant al clasei se numește chiar fenol (sau acid fenic) și are formula C
6H
5OH. Fenolii sunt clasificați în funcție de numărul unităților fenolice în fenoli simplii și în polifenoli.

## Proprietăți fizice
Fenolii sunt puțin solubili în apă, dar ușor solubili în alcooli și eteri. Sunt substanțe solide, cu miros în general caracteristic, neplăcut.

## Proprietăți chimice

### Caracter acid
Cu toate că au gruparea hidroxilică, fenolii au o structură asemănătoare cu alcoolii, fenolii sunt acizi mai tari decât aceștia, întrucât nucleul aromatic crește aciditate. Astfel, fenolii reacționează nu numai cu alcalii (metale alcaline și alcalino-pământoase), dar și cu bazele tari ale acestora, formând săruri ionice numite fenoxizi.

## Clasificare

### Fenoli simplii
- Monofenoli:
  - fenol C6H5OH
  - crezol
  - naftoli (α-naftol și β-naftol)
  - timol
- Difenoli (dihidroxibenzeni):
  - pirocatechină
  - rezorcină
  - hidrochinonă
- Trifenoli:
  - 1,3,5-trihidroxibenzen (floroglucinol)
  - pirogalol

### Fenoli derivați substituiți
- acid picric
- acid acetilsalicilic
- nitrofenol
- acid galic
- eugenol
- adrenalină
- noradrenalină
- tanin
- vanilină

## Răspândire
Unii fenoli iau naștere prin distilarea cărbunelui, alții pot izolați nativ din natură. Cei mai mulți fenoli în prezent sunt sintetici obținuți prin metoda Hock:
Identificarea prezenței fenolului se realizează cu clorura de fier care în contact cu fenolii se colorează verde-albăstrui.

## Utilizare
Dintre fenoli, taninele sau alți fenoli dau aromă și gust unor alimente, băuturi, taninul de exemplu dă gustul vinului roșu.
Fenolul se formeaza in proces de creacare termica.Sunt foarte toxici pentru mediul acvatic deoarece afecteaza centru nervos al pestilor.Bacteriile si protozoarele au o rezistenta foarte mare la fenoli facand posibila epurarea biologica.
Fenolul(benzenolului) sunt incolori solizi cristalizat in ace cu un miros specific.In contact cu aerul devine rosiatic datorita oxidarii.Este toxic in contact cu pielea provocand arsuri.Se utillizeaza in obtinerea fenoplastelor,colorantilor si medicamentelor(aspirina).
Crezolii se separa din gudron ca fenolul.Au actiune bactericida mai puternica decat fenolul.Se folosesc sub forma de emulsii cu o solutie de sapun, ca antiseptici.